# Parakaryon myojinensis
Parakaryon myojinensis, còn được gọi là Myojin parakaryote, là một loài sinh vật đơn bào đặc biệt trong chi đơn loài Parakaryon được xác định từ mẫu vật duy nhất mô tả năm 2012, có các đặc điểm của cả sinh vật nhân sơ và nhân thực do đó là chi và loài duy nhất không thể đặt cụ thể vào nhóm nào trong 2 nhóm này.

## Đặt tên
Tên chi Parakaryon bắt nguồn từ tiếng Hy Lạp παρά (pará, bên cạnh) và κάρυον (káryon, nhân, hạt nhân) phản ánh về việc nó nằm ngoài hai vực này. Danh pháp loài myojinensis chỉ về địa phương nơi mẫu tìm thấy, miệng phun thủy nhiệt Myōjin Knoll (明神海丘, 32°06.2′N, 139°52.1′E) sâu 1240 m ở Thái Bình Dương, gần đảo Aogashima, phía Đông Nam của quần đảo Nhật Bản.

## Đặc điểm
Parakaryon myojinensis có những đặc điểm của sinh vật nhân sơ lẫn đặc điểm sinh vật nhân thực, đồng thời có những đặc điểm không có trong 2 nhóm trên. Bảng dưới đây trình bày chi tiết các cấu trúc này, với các đặc điểm phù hợp được tô màu be:
| Cấu trúc               | Nhân sơ     | Nhân thực           | P. myojinensis            |
| ---------------------- | ----------- | ------------------- | ------------------------- |
| Nhân tế bào            | Không       | Có                  | Có                        |
| Số lớp màng nhân       | —           | 2                   | 1                         |
| Lỗ nhân                | —           | Có                  | Không                     |
| Vị trí ribosome        | Tế bào chất | Tế bào chất         | Tế bào chất và trong nhân |
| Vật nội cộng sinh      | Không       | Có                  | Có                        |
| Lưới nội chất          | Không       | Có                  | Không                     |
| Bộ máy Golgi           | Không       | Có                  | Không                     |
| Ty thể                 | Không       | Có                  | Không                     |
| Cấu trúc nhiễm sắc thể | Đa dạng     | Nhiễm sắc thể thẳng | Dạng sợi                  |
| Khung xương tế bào     | Có          | Có                  | Không                     |

1. ↑  Ngoại trừ Monocercomonoides

## Phân loại
Phân loại sinh học của Parakaryon myojinensis chưa rõ ràng và chưa được xếp vào nhân sơ hay nhân thực, là hai vực chứa hầu hết các sinh vật trên Trái Đất. Việc nghiên cứu càng khó khăn khi mẫu vật chỉ được phát hiện năm 2012.